# Comins试剂
Comins试剂是一种三氟甲磺酰化合物，可用于从相应的酮烯醇式合成三氟甲磺酸酯。 
它最早由Daniel Comins于1992年报道。 三氟甲磺酸乙烯酯对于铃木反应来说是很有用的底物。